# Меланхолия (филм)
„Меланхолия“ (на английски: Melancholia) е датски научнофантастичен филм от 2011 година на режисьора Ларс фон Триер по негов собствен сценарий.
Главните роли се изпълняват от Кирстен Дънст, Шарлот Генсбур, Александер Скарсгорд, Брейди Корбет.

## Сюжет
Действието е разделено на 2 обособени части – в първата млада жена изапада в тежка депресия по време на сватбата си, а във втората тя и близките ѝ очакват сблъсъка на Земята с навлязла в Слънчевата система междузвездна планета, наречена Меланхолия. 

## В ролите
| Актьор               | Роля                               |
| -------------------- | ---------------------------------- |
| Кирстен Дънст        | Джъстин                            |
| Шарлот Генсбур       | Клеър                              |
| Александър Скарсгорд | Майкъл                             |
| Кийфър Съдърланд     | Джъстин                            |
| Камерън Спър         | Лео                                |
| Шарлот Рамплинг      | Габи, майката на Джъстин и Клер    |
| Джон Хърт            | Декстър, бащата на Джъстин и Клеър |
| Джеспър Кристенсен   | Икономът                           |
| Стелан Скарсгорд     | Джак, шефът на Джъстин             |
| Брейди Корбет        | Тим                                |
| Удо Киер             | Организатора на сватбата           |

## Награди и номинации
На Кинофестивала в Кан „Меланхолия“ е номиниран за „Златна палма“, а Кирстен Дънст печели наградата за най-добра актриса. Филмът печели и Европейска филмова награда за най-добър европейски филм, както и за кинематография и сценография.